# Литовська Таріба

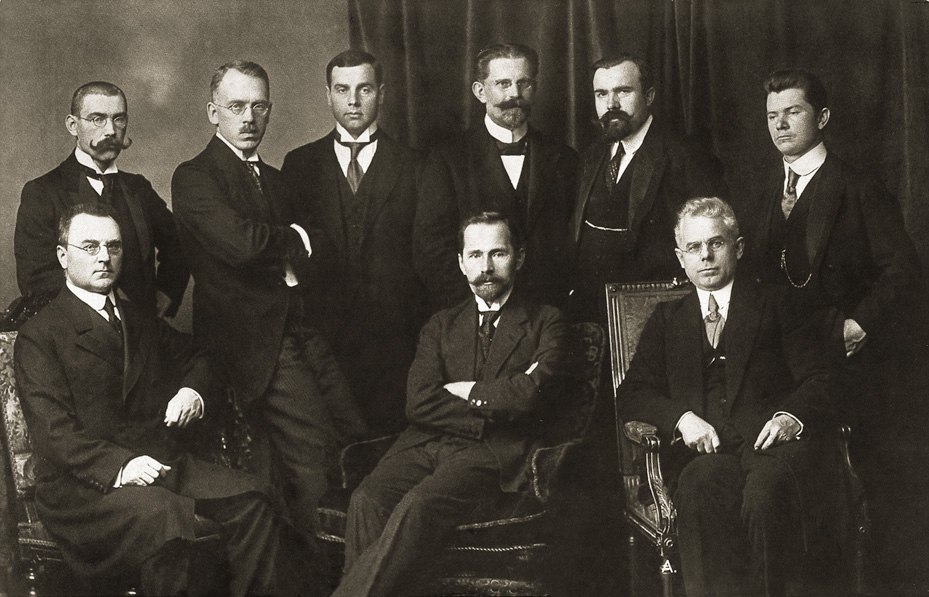
Литовська Таріба, Каунас, 1918

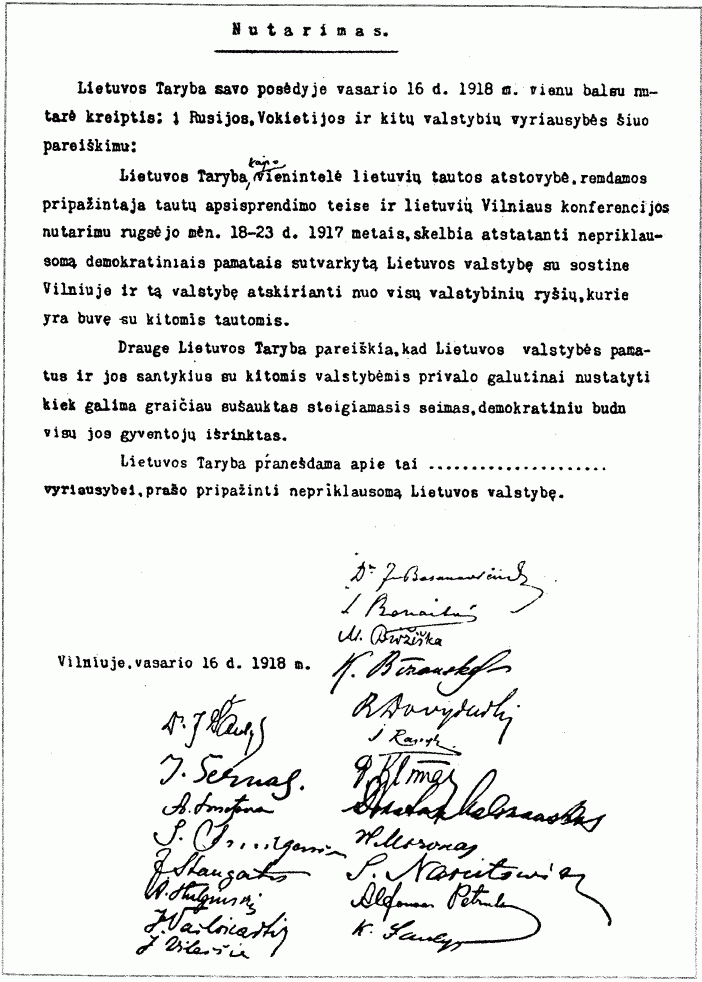
Акт про незалежність Литви

Литовська Таріба (лит. Lietuvos Taryba — Рада Литви; нім. Litauischer Staatsrat; пол. Rada Litewska), після 11 липня 1918, Державна рада Литви (литовська Lietuvos Valstybės Taryba)) — орган влади в Литві, створений 18-22 вересня 1917, що проголосив незалежність Литви та згодом перетворився в Державну Раду Литви.

## Утворення
Обрана на Вільнюській конференції за участю 214 делегатів, що проходила під керівництвом Йонаса Басанавічюса 18—22 вересня 1917 в Театрі на Погулянці. Головою обрано Антанаса Смятону. Було зарезервовано 5 місць для представників білоруського, єврейського та польського населення.

## Діяльність
11 грудня 1917, тобто невдовзі після початку Брестських переговорів, Таріба прийняла декларацію про відновлення незалежності Литви та «вічні союзні зв'язки Литовської держави з Німеччиною». «За» проголосувало 14 членів, 2 утрималося, 4 проголосувало «проти». Вони (Й. Вілейшіс, С. Кайрис, С. Нарутовіч, Й. Сміглявічюс) 18 січня 1918 представили свій варіант акту незалежності, який проголошував свободу Литви від будь-яких союзних зобов'язань та надавав Установчому сейму рішення долі держави. Під їх тиском Таріба 16 лютого 1918 прийняла «Акт про незалежність Литви». Його підписали всі 20 членів Таріби. Номер газети «Летувос Айдас», в якому був опублікований Акт незалежності, німецькі власті конфіскували; друкарня Мартіна Кухти, в якій Акт незалежності був видрукуваний окремим листом, була закрита.
21 лютого канцлер Німеччини повідомив Тарібу, що німецька держава не може визнати незалежність Литви на інших засадах, ніж тих, які зафіксовані в грудневій декларації. 28 лютого президія Таріби заявила, що обидві декларації не суперечать одна одній, груднева декларація встановлює основи майбутніх відносин Литви та Німеччини, і що Таріба згодна на визнання незалежності відповідно до принципів декларації 24 грудня 1917.
23 березня 1918 імператор Вільгельм II визнав незалежність Литви. На підставі акта про визнання литовської державності, підписаного Вільгельмом II, Таріба 11 липня 1918 перетворена в Державну Раду Литви (лит. Lietuvos Valstybės Taryba).

## Державна Рада

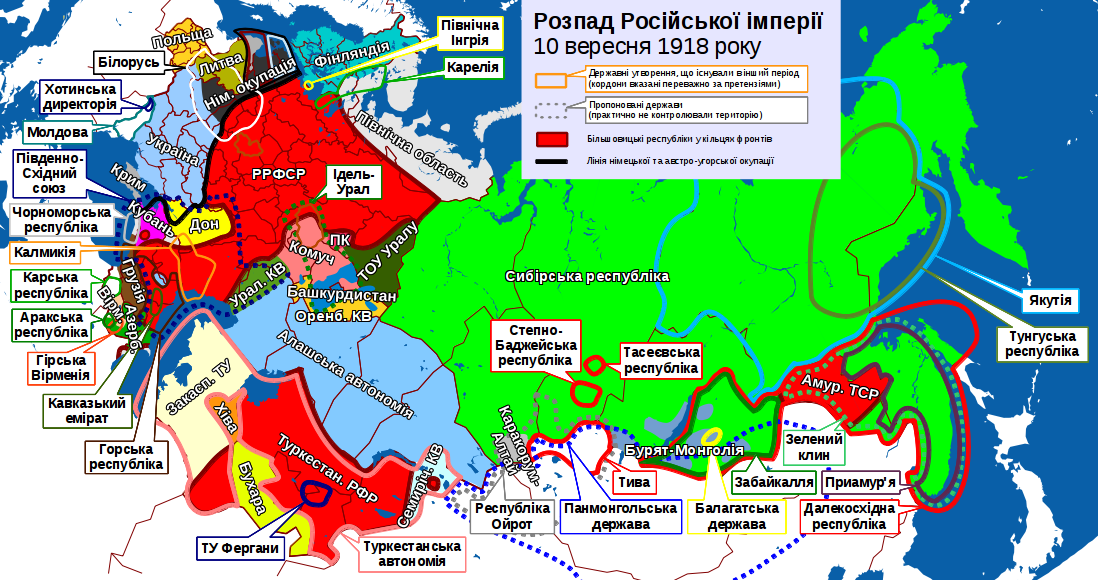
Королівство Литва на карті розпаду Російської імперії

13 липня 1918 Державна Рада Литви ухвалила встановити в Литві конституційну монархію та запропонувати Вюртемберзькому принцу Вільгельму фон Ураху корону Королівства Литва (під ім'ям Міндовга II). 2 листопада 1918 це рішення відкликали. Були прийняті основні положення Тимчасової конституції Литви. Керуючись цими положеннями, Президія Державної Ради 11 листопада 1918 затвердила перший тимчасовий уряд Литви з шести міністрів під керівництвом Аугустінаса Вольдемараса, тим самим давши початок створенню державного апарату Литви.

## Російська агресія
У зв'язку з наступом на Вільнюс червоних частин 2 січня 1919 Рада переїхала в Каунас. 4 квітня 1919 Державна Рада прийняла другу тимчасову Конституцію Литви, яка встановлювала введення посади президента. Першим президентом Литви обраний Антанас Сметона.
16 квітня Рада розпущена, але незабаром відновила свою діяльність, що припинилася зі скликанням Установчого сейму (15 травня 1920).

## Склад

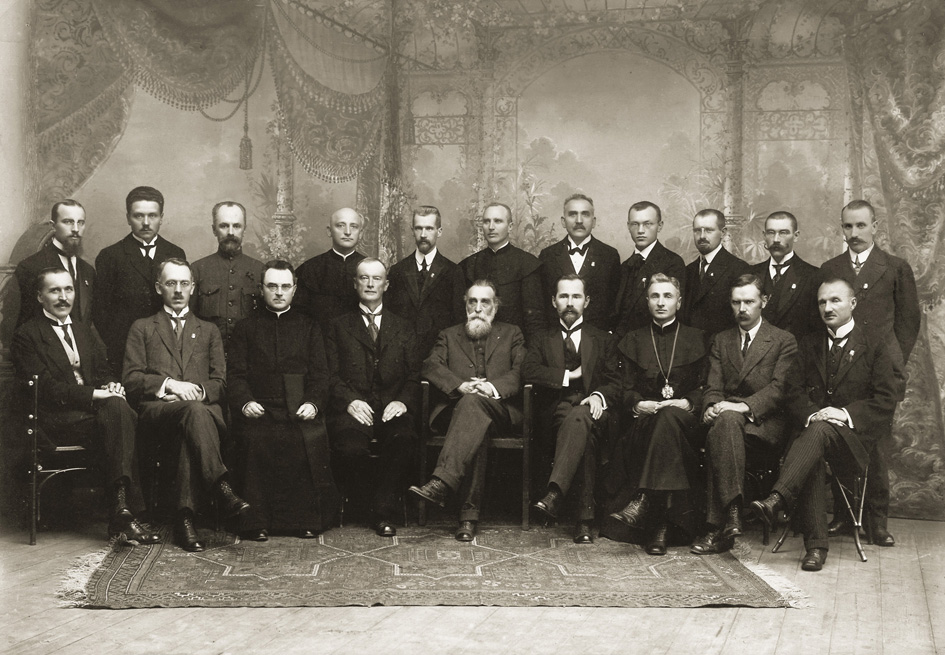
Державна Рада Литви

Спочатку було вибрано 6 священників (крім 4, що увійшли до Таріби — Юозас Станкявічюс з Вільнюса та Пранцішкус Урбанавічюс з Тельше), однак через протести частини присутніх Юозас Станкявічюс та Пранцішкус Урбанавічюс поступилися своїми місцями Станіславу Нарутовічу та Йонасу Вілейшісу.
- Йонас Басанавічюс (лит. Jonas Basanavičius)
- Салямонас Банайтіс (лит. Saliamonas Banaitis)
- Миколас Біржішка (лит. Mykolas Biržiška)
- Казіс Бізаускас (лит. Kazys Bizauskas)
- Йонас Вайлокайтіс (лит. Jonas Vailokaitis)
- Йонас Вілейшіс (лит. Jonas Vileišis)
- Пранас Довідайтіс (лит. Pranas Dovydaitis)
- Стяпонас Кайрис (лит. Steponas Kairys) соціал-демократ
- Пятрас Клімас (лит. Petras Klimas)
- Донатас Малінаускас (лит. Donatas Malinauskas)
- Владас Міронас (лит. Vladas Mironas) священник
- Станіслав Нарутовіч (лит. Stanislovas Narutavičius)
- Альфонсас Пятруліс (лит. Alfonsas Petrulis) священник
- Антанас Сметона (лит. Antanas Smetona)
- Йонас Смілґявічус (лит. Jonas Smilgevičius)
- Юстінас Стаугайтіс (лит. Justinas Staugaitis) священник
- Александрас Стульгінскіс (лит. Aleksandras Stulginskis)
- Юргис Шауліс (лит. Jurgis Šaulys) безпартійний
- Казімерас Стяпонас Шауліс (лит. Kazimieras Steponas Šaulys) священник
- Йокубас Шярнас (лит. Jokūbas Šernas)

У Президії, крім голови Антанаса Сметони, увійшли Стяпонас Кайрис (віце-голова), Юстінас Стаугайтіс (віцеголова), Юргіс Шауліс (генеральний секретар), Пятрас Клімас (секретар).
18 липня 1918 в Тарібу були залучені Юргис Алякна, Аугустінас Вольдемарас, Елізіюс Даугяліс, Мартінас Ічас, Вітаутас Пятруліс, Юозас Пуріцкіс.